# Marxismo humanista
El marxismo humanista (o humanismo marxista) es una rama del marxismo que se enfoca también en los primeros escritos de Marx, no solo en las obras desde 1848 en adelante, teniendo especialmente en cuenta, de esta época anterior, los Manuscritos económicos y filosóficos de 1844, en los cuales Marx expone su teoría de la alienación. En vez de asumir la tesis de que en la obra de Marx hay un corte epistemológico, se lee al Marx tardío desde perspectivas filosóficas desarrolladas por el joven Marx; no contraponiéndolas, sino interpretándolas de manera que sus teorías y perspectivas, tanto las más antiguas como las más recientes cronológicamente, se complementen entre sí.
Esta corriente fue criticada por el antihumanismo del filósofo marxista Louis Althusser, quien la calificó de revisionista e ideología burguesa. La escuela de la praxis de los años 60 es una representante de este movimiento, así como Salvador Allende quien, en su discurso «La vía chilena al socialismo» (de 1971), dijo:

Pisamos un camino nuevo; marchamos sin guía por un terreno desconocido; apenas teniendo como brújula nuestra fidelidad al humanismo de todas las épocas —particularmente al humanismo marxista— y teniendo como norte el proyecto de la sociedad que deseamos, inspirada en los anhelos más hondamente enraizados en el pueblo chileno.
Salvador Allende

Uno de los exponentes más destacados del humanismo marxista es el filósofo francés Jean Paul Sartre (1905-1980). El político e ideólogo español Fernando de los Ríos (1879-1949) también se relaciona con esta corriente, por su obra El sentido humanista del socialismo (1926). De los Ríos critica con firmeza cualquier tipo de aspiraciones totalitarias y propone un socialismo no revolucionario. Otro es el político chileno Eugenio González Rojas (1903-1976), ideólogo de lo que él llamó humanismo socialista, que hasta el día de hoy es una de las bases ideológicas principales del Partido Socialista de Chile.
Estas escuelas suelen considerar los trabajos de Antonio Gramsci, del joven Georg Lukács, Ernst Bloch, Erich Fromm, Lucien Goldmann y de Roger Garaudy como fuentes.